# Braqueurs (film, 2015)
Braqueurs contre dealers
Pour les articles homonymes, voir Braqueurs.
 (septembre 2021).
Si vous disposez d'ouvrages ou d'articles de référence ou si vous connaissez des sites web de qualité traitant du thème abordé ici, merci de compléter l'article en donnant les références utiles à sa vérifiabilité et en les liant à la section « Notes et références ».
Pour plus de détails, voir Fiche technique et Distribution.
Braqueurs est un film français réalisé par Julien Leclercq et sorti en 2015.
Il est présenté en avant-première au festival international du film de Busan 2015 et sort dans les salles l'année suivante.
L'affiche du film porte le surtitre Braqueurs contre dealers.

## Synopsis
Yanis Zeri dirige une petite équipe florissante spécialisée dans le braquage de fourgons blindés. Elle est composée de Nasser, en qui il a toute confiance, de Frank, ami de sa sœur Nora, et de son petit frère Amine. Yanis braque par plaisir, le butin étant recyclé dans diverses entreprises, comme le salon de coiffure de Nora. Yanis a besoin d'un artificier. Avec Nasser, il coopte Éric avec qui Nasser a sympathisé en prison. Le premier casse à 5 se passe très bien et, malgré la consommation de produits stupéfiants par Éric, le groupe est soudé dans un repas où Éric amène sa femme Audrey sur l'invitation de Yanis. Malheureusement Amine ne se sentant pas assez considéré par son frère, est avide de plus d'argent. Il revend une des armes qu'il devait détruire à des dealers de drogue de banlieue menés par Salif. Cette arme réutilisée est identifiée par les autorités, ce qui fait tomber un membre du gang des dealers. Salif menace la famille de Yanis. Pour réparer le dol, ce dernier accepte d'intercepter un go fast en provenance de Belgique. Mais Nasser y perd la vie. Salif a fait kidnapper la mère de Yanis et la femme d'Éric. La livraison de la voiture du go fast et de la drogue qu'elle contient dégénère en fusillade, forçant Yanis à investir la cité de Salif pour libérer sa mère. Les dealers sont éliminés mais la police investit les lieux. Amine se sacrifie en percutant le véhicule des forces de l'ordre pour permettre la fuite de son frère et de sa mère. Salif et l'essentiel de son gang sont définitivement éliminés. Mais Audrey a été exécutée. Yanis prépare le repli de sa famille à Casablanca, mandatant son avocat de mettre sa fortune à l'abri au Maroc et, surtout de lui fournir des informations sur le transfèrement d'Amine au palais de justice. Khadidja, la mère, Nora la sœur, ainsi que le jeune fils d'Éric sont envoyés au Maroc. Yanis et Éric font libérer Amine en percutant le fourgon. Mais quand ils veulent s'enfuir dans leur automobile une fusillade s'engage avec les policiers. Yanis couvre la fuite d'Amine et d'Éric qui peuvent embarquer dans ce bus duquel ils voient en fin de compte Yanis sortir calmement du parking. Mais il est abattu par un très jeune policier. Le film s'achève par l'arrivée au Maroc des fugitifs survivants à bord d'un bateau de pêche.

## Fiche technique
Sauf indication contraire, les informations mentionnées dans cette section peuvent être confirmées par la base de données cinématographiques IMDb,  présente dans la section « Liens externes ».
- Titre original : Braqueurs
- Titre anglais ou international : The Crew
- Réalisation : Julien Leclercq
- Scénario : Julien Leclercq, Simon Moutaïrou et Jérôme Pierrat
- Musique : Laurent Sauvagnac, Jean-Jacques Hertz et François Roy
- Décors : Gwendal Bescond
- Costumes : Muriel Legrand
- Photographie : Philip Lozano
- Son : Vincent Goujon
- Montage : Mickael Dumontier
- Production : Julien Leclercq, Julien Madon
- Société de production : Labyrinthe films
- Société de distribution : SND (France)
- Pays de production :  France
- Langue originale : français
- Format : couleur — son Dolby numérique 7.1
- Genre : Action, drame et thriller
- Durée : 77 minutes
- Dates de sortie :
  - Corée du Sud : octobre 2015 (avant-première au festival international du film de Busan)
  - France : 4 mai 2016
- Classification : interdiction aux moins de 12 ans à sa sortie en salles en France

## Distribution
- Sami Bouajila : Yanis Zeri
- Guillaume Gouix : Éric
- Youssef Hajdi : Nasser
- Kaaris : Salif
- Redouane Behache : Amine Zeri
- Kahina Carina : Nora Zeri
- David Saracino : Franck
- Alice de Lencquesaing : Audrey, la compagne d'Éric
- Baya Belal : Khadidja Zeri
- Jeanne Bournaud : Marion, l'amie de Yanis
- Calvynn Wild : Chouf
- Jean-Philippe Puymartin : Maître Clavel
- Anthony Koka : le « chouf » de Salif
- Olive Ka : Lola, l'amie d'Amine

## Distinction
- Festival international du film policier de Beaune 2016 : en compétition pour le prix spécial du jury
- Awards du meilleur film français 2016[Quoi ?]

## Adaptation
Julien Leclercq adapte lui-même son film en série pour Netflix. Braqueurs : la série est diffusée en 2021. Sami Bouajila y incarne un tout autre personnage.